# Платина-иридијум легуре
Легуре платина-иридијум су легуре племенитих метала платине и иридијума .
Типичне пропорције легуре су 90:10 или 70:30 (Пт:Ир). Они имају хемијску стабилност платине, али повећану тврдоћу. Викерсова тврдоћа чисте платине је 56 ХВ док платина са 50% иридијума може достићи преко 500 ХВ.   Ова побољшана тврдоћа се такође сматра корисном за употребу у изради накита од платине, посебно у кућиштима за сатове.

## Употреба
Због високе цене, ове легуре се ретко користе. Коришћене су за предење у производњи синтетичких влакана. 
Њихова добро позната употреба је у метрологији, где се користе за прављење међународних прототипова које користе међународна тела за стандардизацију за еталоне масе, као што су међународни прототип килограма и међународни прототип мерача, иако су оба замењена током 2019. редефинисање основних јединица СИ.
Друга изузетно распрострањена употреба легуре Пт/Ир је израда металних микроелектрода за електричну стимулацију нервног ткива  и електрофизиолошка снимања.    Пт/Ир легура има оптималну комбинацију механичких и електрохемијских својстава за ову примену. Чисти иридијум је веома тешко увући у жице малог пречника; у исто време, платина има низак Јангов модул због чега се жице од чисте платине сувише лако савијају током уметања у нервно ткиво. Поред тога, легуре платине и иридијума које садрже оксиде оба метала могу се електро-нанети на површину микроелектрода. 